# Une bête au paradis
Une bête au paradis est un roman de l'écrivaine Cécile Coulon paru le 21 août 2019 aux éditions de l'Iconoclaste. Le livre a reçu le prix littéraire du Monde en 2019.

## Résumé
Le Paradis est une ferme isolée, au bout d'un chemin, possédée par Émilienne, veuve, assistée par Louis, un enfant recueilli fuyant les coups de son père. Blanche, la petite fille d'Émilienne, est restée à la ferme, après une bonne scolarité, attachée à sa grand-mère, à cette terre et aux travaux des champs. Les parents, Marianne et Étienne, sont morts dans un accident de voiture, laissant leurs deux jeunes enfants orphelins, Blanche et Gabriel si fragile. Deux enfances...
Beaucoup plus tard, Émilienne, 84 ans, est toujours active et assistée par Louis, la quarantaine, et Blanche, juste 30 ans. Gabriel, 27 ans, est désormais un jeune homme, en couple avec Aurore, la fille du cafetier. Et Alexandre, le compagnon de lycée de Blanche, après douze ans d'absence, revient au pays ...

## Réception critique
Pour Valérie Trierweiler, dans Paris Match, Cécile Coulon continue avec ce septième livre à explorer un « univers bien à elle dans lequel les âmes désespérées connaissent des soubresauts vers la vie. À l’instar des collines d’Auvergne, rien n’est plat dans ce roman, ni le style ni les sentiments humains ».
Pour Xavier Houssin, dans Le Monde, « le nouveau roman de Cécile Coulon, déroule une histoire de famille, de lignée, d’attachement à la terre. Il est construit comme une tragédie, où chacun des protagonistes entrant en scène ne peut échapper au destin qui l’attend. Le domaine du Paradis est en effet un huis clos barbelé. Les frontières sont fermement posées autour de sa vaste étendue. Chacun vieillit, grandit, aime, souffre, à l’intérieur de ses limites. Il se révèle une prison pour les uns, un piège pour les autres. »

## Éditions
- Une bête au paradis, 2019  (ISBN 9782378800789)[4]